# Laura Hay
 Der er for få eller ingen kildehenvisninger i denne artikel, hvilket er et problem. Du kan hjælpe ved at angive troværdige kilder til de påstande, som fremføres i artiklen.

Laura Hay (født 30. maj 1977) er tidligere politisk leder for Venstre i Aarhus og tidligere Rådmand for teknik og miljø.
Laura er vokset op sammen med sine forældre og to brødre på Strandgaarden på Hjarnø – en lille ø i Horsens Fjord. Hun har gået på henholdsvis Glud Skole, Juelsminde Skole og Horsens Amtsgymnasium, inden hun påbegyndte jurastudierne på Aarhus Universitet.
I sin tid som studerende var Laura aktiv i studenterpolitik. Hun har været medlem af Djøfs repræsentantskab, i bestyrelsen for Djøf Studerende og repræsentant i foreningen Advokater og Advokatfuldmægtige.
Laura blev første gang valgt til byrådet i 2005. I 2007 fungerede hun som Venstres politiske ordfører, da Louise Gade havde barselsorlov. Da Louise Gade udtrådte af byrådet i 2008, blev Laura Hay ny Rådmand for sociale forhold og beskæftigelse. En post hun besad, indtil 1. januar 2010, hvor hun blev Rådmand for teknik og miljø.
Ved kommunalvalget i 2009 blev Laura endnu engang valgt til byrådet. Denne gang blev hun valgt med næstflest stemmer blandt samtlige kandidater. Siden valget har Laura været politisk leder for Venstre i Aarhus.
Privat danner Laura par med Johan Pedersson Uggla. De fik en datter sammen i marts 2012, og den 22. september 2012 blev de viet i Frederikskirken i Højbjerg ved Aarhus.